# Galeazzo Gonzaga

Stemma dei Gonzaga.

Galeazzo Gonzaga (Mantova, 1509 – 1562) è stato un politico e poeta italiano.

## Biografia
Era figlio ultimogenito di Giovanni Gonzaga, marchese di Vescovato e di Laura Bentivoglio.

Ebbe come precettore a Mantova il letterato ed umanista Lazzaro Bonamico. Fu tra gli iscritti alla Accademia degli Infiammati di Padova (1540).
Visse a lungo alla corte degli Estensi di Ferrara, per i quali ricoprì importanti incarichi, quale governatore di Modena nel 1547.

Prima della sua morte, nel 1562, fu membro dell'Accademia degli Invaghiti, voluta nello stesso anno a Mantova da Cesare I Gonzaga.

## Ascendenza
|                         |                        |                                  | Genitori                            |  |  | Nonni |  |  | Bisnonni             |  |  | Trisnonni             |  |
|                         |                        |                                  |                                     |  |  |       |  |  | Ludovico III Gonzaga |  |  | Gianfrancesco Gonzaga |  |
|                         |                        |                                  |                                     |  |  |       |  |  | Ludovico III Gonzaga |  |  | Gianfrancesco Gonzaga |  |
|                         |                        | Paola Malatesta                  |                                     |  |  |       |  |  | Ludovico III Gonzaga |  |  |                       |  |
| Federico I Gonzaga      |                        |                                  |                                     |  |  |       |  |  | Ludovico III Gonzaga |  |  |                       |  |
|                         |                        | Barbara di Brandeburgo           | Giovanni l'Alchimista               |  |  |       |  |  |                      |  |  |                       |  |
|                         |                        | Barbara di Brandeburgo           | Giovanni l'Alchimista               |  |  |       |  |  |                      |  |  |                       |  |
|                         |                        | Barbara di Brandeburgo           | Barbara di Sassonia-Wittenberg      |  |  |       |  |  |                      |  |  |                       |  |
| Giovanni Gonzaga        |                        | Barbara di Brandeburgo           |                                     |  |  |       |  |  |                      |  |  |                       |  |
|                         |                        | Alberto III di Baviera           | Ernesto di Baviera-Monaco           |  |  |       |  |  |                      |  |  |                       |  |
|                         |                        | Alberto III di Baviera           | Ernesto di Baviera-Monaco           |  |  |       |  |  |                      |  |  |                       |  |
|                         |                        | Alberto III di Baviera           | Elisabetta Visconti                 |  |  |       |  |  |                      |  |  |                       |  |
| Margherita di Baviera   |                        | Alberto III di Baviera           |                                     |  |  |       |  |  |                      |  |  |                       |  |
|                         |                        | Anna di Braunschweig-Grubenhagen | Erich I di Braunschweig-Grubenhagen |  |  |       |  |  |                      |  |  |                       |  |
|                         |                        | Anna di Braunschweig-Grubenhagen | Erich I di Braunschweig-Grubenhagen |  |  |       |  |  |                      |  |  |                       |  |
|                         |                        | Anna di Braunschweig-Grubenhagen | Elisabetta di Brunswick-Göttingen   |  |  |       |  |  |                      |  |  |                       |  |
| Galeazzo Gonzaga        |                        | Anna di Braunschweig-Grubenhagen |                                     |  |  |       |  |  |                      |  |  |                       |  |
|                         | Annibale I Bentivoglio | Anton Galeazzo Bentivoglio       |                                     |  |  |       |  |  |                      |  |  |                       |  |
|                         | Annibale I Bentivoglio | Anton Galeazzo Bentivoglio       |                                     |  |  |       |  |  |                      |  |  |                       |  |
|                         | Annibale I Bentivoglio | Francesca Gozzadini              |                                     |  |  |       |  |  |                      |  |  |                       |  |
| Giovanni II Bentivoglio | Annibale I Bentivoglio |                                  |                                     |  |  |       |  |  |                      |  |  |                       |  |
|                         |                        | Donnina Visconti                 | Lancillotto Visconti                |  |  |       |  |  |                      |  |  |                       |  |
|                         |                        | Donnina Visconti                 | Lancillotto Visconti                |  |  |       |  |  |                      |  |  |                       |  |
|                         |                        | Donnina Visconti                 | …                                   |  |  |       |  |  |                      |  |  |                       |  |
| Laura Bentivoglio       |                        | Donnina Visconti                 |                                     |  |  |       |  |  |                      |  |  |                       |  |
|                         |                        | Alessandro Sforza                | Muzio Attendolo Sforza              |  |  |       |  |  |                      |  |  |                       |  |
|                         |                        | Alessandro Sforza                | Muzio Attendolo Sforza              |  |  |       |  |  |                      |  |  |                       |  |
|                         |                        | Alessandro Sforza                | Lucia Terzani                       |  |  |       |  |  |                      |  |  |                       |  |
| Ginevra Sforza          |                        | Alessandro Sforza                |                                     |  |  |       |  |  |                      |  |  |                       |  |
|                         |                        | …                                | …                                   |  |  |       |  |  |                      |  |  |                       |  |
|                         |                        | …                                | …                                   |  |  |       |  |  |                      |  |  |                       |  |
|                         |                        | …                                | …                                   |  |  |       |  |  |                      |  |  |                       |  |
|                         |                        | …                                |                                     |  |  |       |  |  |                      |  |  |                       |  |